# Psámata (satélite)

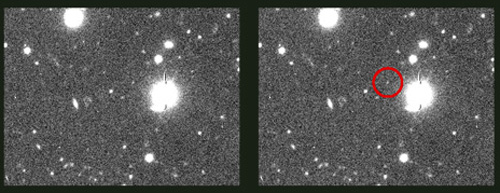
Psámata

Psámata, ou S/2003 N1, é um pequeno satélite natural do planeta Neptuno cujo diâmetro irregular tem cerca de 24 km a uma distância de 46.695.000 km do planeta.
Foi descoberto em 2003 por Scott S. Sheppard e David C. Jewitt.